# Все тенали бороговы
Все тенали бороговы (англ. Mimsy Were the Borogoves) — научно-фантастический рассказ Льюиса Пэджетта (псевдоним американских писателей Генри Каттнера и Кэтрин Л. Мур), опубликованный в февральском номере журнала Astounding Science Fiction Magazine в 1943 году. Американские писатели-фантасты признали его одним из лучших научно-фантастических рассказов, написанных до 1965 года, он был включён в антологию «Зал славы научной фантастики, том первый, 1929—1964». В 2007 году по нему был снят полнометражный фильм «Последняя Мимзи Вселенной». Название оригинального рассказа было вдохновлено стихом из «Бармаглота», «Зазеркалья» Льюиса Кэрролла.

## Краткое содержание сюжета
Через миллионы лет в далёком будущем учёный-постчеловек пытается создать машину времени и испытывает её, отправив в древнее прошлое коробку с наспех собранной партией развивающих игрушек. Когда коробка не возвращается, он конструирует другую коробку и проверяет её тем же образом, но она также не возвращается. Полагая, что эксперимент провалился, учёный прекращает свои усилия. Тем не менее, первая коробка попадает в середину двадцатого века, а вторая — во вторую половину девятнадцатого века, однако обе схемы путешествия во времени были повреждены.
Первая коробка с игрушками появляется в 1942 году, её находит семилетний мальчик по имени Скотт Парадин и забирает к себе домой. Внути коробки оказался небольшой прозрачный куб, который взаимодействует с мыслями владельца; головоломка из проволочного лабиринта, использующая четвёртое измерение; и детализированная анатомическая кукла, обладающая модифицированными версиями человеческих органов, а также неизвестными дополнительными структурами. Пока Скотт и его двухлетняя сестра Эмма занимались с игрушками, их мозговая активность стала развиваться необычным образом.
Несмотря на то, что родители Скотта и Эммы очень заняты собой, тем не менее они заметили необычные вещи, происходящие с их детьми, такие как странные разговоры и рисунки, и родители начали волноваться. Они консультируются с детским психологом Рексом Холлоуэем, который быстро осознаёт странность игрушек и подозревает, что они имеют внеземное происхождение. Холлоуэй предполагает, что игрушки обучают детей и оказывают влияние на мыслительные процессы Скотта и Эммы, например, их понимание геометрии, которое не совместимо с евклидовой геометрией. Психолог считает, что молодые умы достаточно гибки, чтобы эти устройства сильно повлияли на них.
Хотя дети по-прежнему ведут себя в основном как обычные, они иногда демонстрируют нестандартные модели мышления. Например, во время разговора с отцом о размножении лосося, Скотт считает, что для вида было бы естественным «отправлять» свои яйца выше по течению реки, чтобы вылупиться, и молодые особи предпочтут вернуться в «океан», когда они будут достаточно развиты. Скотт также озадачивает отца вопросом, почему люди до сих пор живут на Земле.
Писхолог Холлоуэй убеждает родителей Парадина забрать игрушки у детей, чтобы они могли вернуться к нормальному развитию, и пытается сам изучить игрушки, но без особого успеха. Тем временем дети продолжают мыслить по-новому и общаться друг с другом странными способами, в том числе во сне, используя необычные слова. Вне поля зрения родителей Скотт начинает собирать и создавать мелкие предметы для абстрактной машины, в основном, по указанию Эммы — у неё больше знаний о том, как сконструировать машину, хотя у мальчика также есть навыки её создания.
Вторая коробка прибыла в Англию 19-го века, и её находит ребёнок (подразумевается, что это Алиса Лидделл), которая однажды прочла некий стих, выученный с помощью коробки, своему дяде Чарльзу (Чарльз Доджсон, более известный сегодня как Льюис Кэрролл). Заинтригованный, он спрашивает её, что он означает; после чего девочка неуверенно описывает это как «выход». Доджсон в ответ обещает включить этот стих в свой сборник сочинений об историях, которые она ему рассказывает. Он говорит ей, что, в отличие от других частей, которые он должен отредактировать, чтобы взрослые могли их понять, он включит этот стих точно в том виде, как она ему передала.
Таким образом, в будущем, в 1942 году Скотт и Эмма наткнулись на книгу Кэрролла «Зазеркалье», содержащую стихотворение «Бармаглот». Они сумели определить пространственно-временное уравнение, которое руководило их работой над абстрактной машиной. Позднее их отец слышит детские крики возбуждения наверху в доме, он появляется в дверях спальни Скотта и видит, как его дети исчезают в неизвестном направлении.

## Экранизации
- Tout spliques étaient les Borogoves (1970), поставленный для французского телевидения Даниэлем Леконтом
- Последняя Мимзи Вселенной (2007), режиссёр Роберт Шэй